# The Negro Motorist Green Book

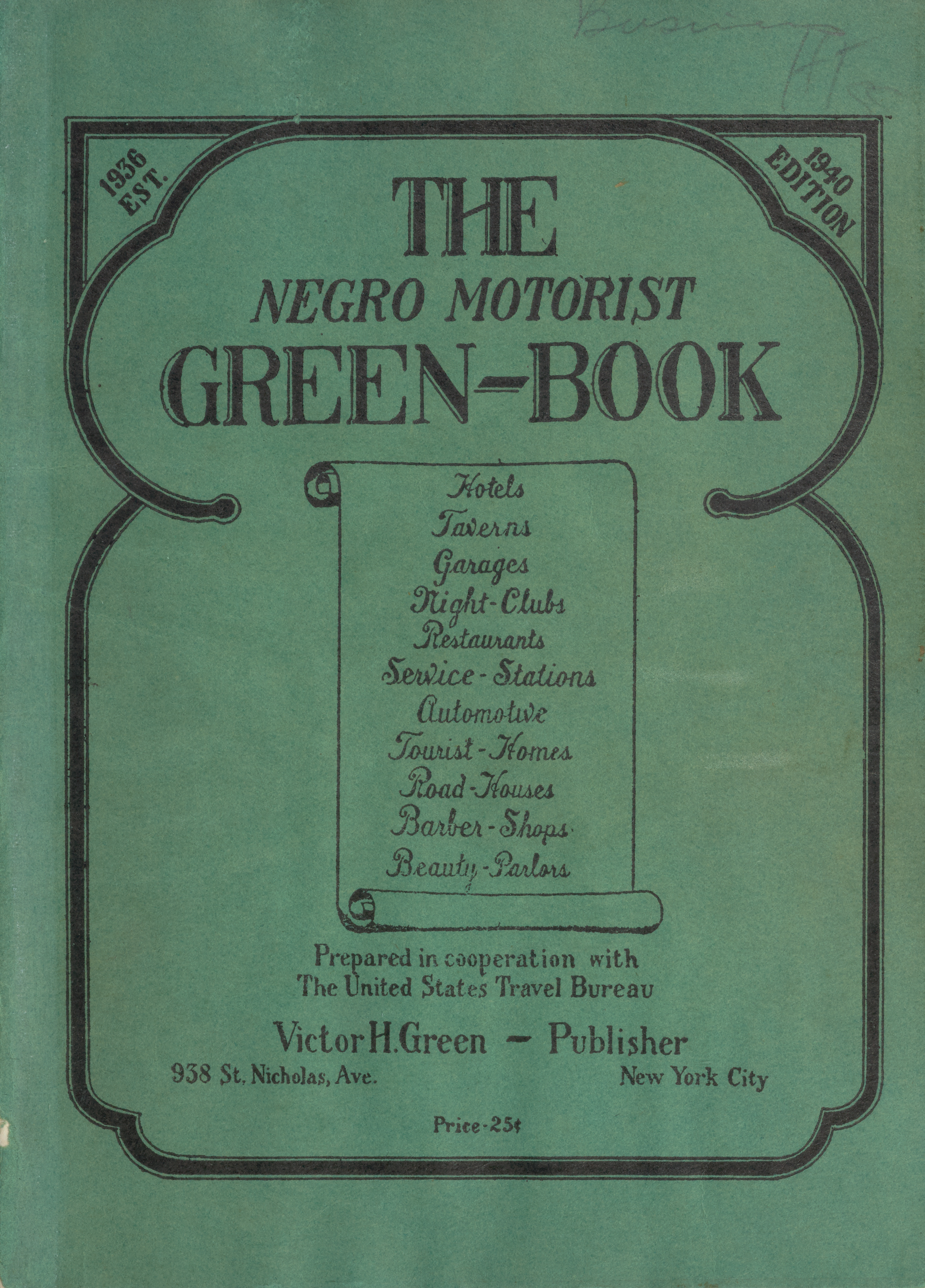
The Negro Motorist Green-Book, Ausgabe 1940

The Negro Motorist Green-Book (Das Green-Buch für schwarze Autofahrer, nach dem Namen des Herausgebers Victor Hugo Green) war ein jährlich erscheinender Reiseführer für afroamerikanische Autofahrer, der von 1936 bis 1966 in den Vereinigten Staaten herausgegeben wurde. Bis zu seinem Tod 1960 war Victor Hugo Green für die Herausgabe verantwortlich.

## Geschichte
Der Reiseführer fand während der Ära der Jim-Crow-Gesetze bei der Planung einer Reise mit dem Auto durch die Vereinigten Staaten seine Verwendung. Die Jim-Crow-Gesetze beschrieben ein umfassendes System zur Aufrechterhaltung der Rassenhierarchie in allen Bereichen der Südstaaten. Die Rassendiskriminierung und finanzielle Schlechterstellung der schwarzen Bevölkerung bewirkten, dass sich zunächst wenige Schwarze ein Auto leisten konnten. Trotzdem erwarben Mitglieder der aufstrebenden afroamerikanischen Mittelklasse Autos – mutmaßlich auch, um der allgegenwärtigen Diskriminierung in öffentlichen Verkehrsmitteln zu entgehen.

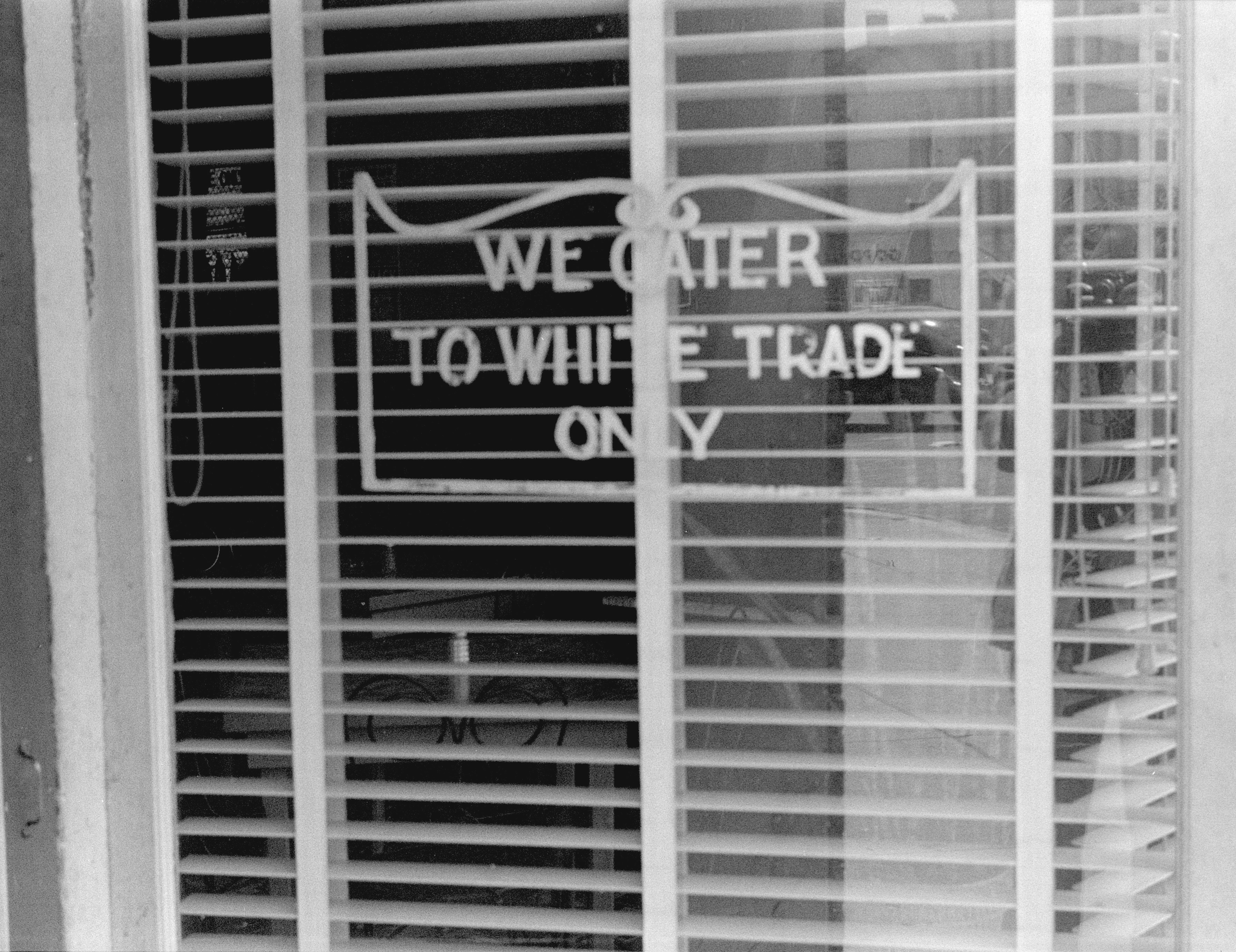
„Wir bedienen nur weiße Gäste.“ Viele Hotels und Restaurants waren Schwarzen verschlossen, wie dieses in Lancaster, Ohio, 1938.

Schwarze Autofahrer sahen sich jedoch während ihrer Reisen verschiedenen Diskriminierungen ausgesetzt. Tankstellen, Autowerkstätten, Ärzte und Hotels weigerten sich, ihnen ihre Dienste anzubieten. Es konnte sogar sein, dass Schwarze nach Sonnenuntergang aus der Stadt oder dem County verwiesen wurden. Victor Hugo Green, ein New Yorker Postangestellter, veröffentlichte in seinem Buch Namen und Anschriften von Institutionen, die bereit waren, Schwarze zu bedienen. Die Reichweite des Führers war zunächst auf die nähere Umgebung von New York beschränkt. Nach und nach kamen die gesamten Vereinigten Staaten, Kanada, die Karibik und Bermuda hinzu.
Die Veröffentlichung des Civil Rights Acts von 1964 verbot die Diskriminierung von Afroamerikanern in den Vereinigten Staaten und machte den Reiseführer zumindest formell überflüssig. Er wurde 1966 zum letzten Mal publiziert und geriet danach in Vergessenheit. Erst zu Beginn des 21. Jahrhunderts erschienen vier Ausgaben (1940, 1947, 1954, 1963) als Faksimiledruck. Inzwischen beschäftigen sich Ausstellungen, Filme – wie beispielsweise Green Book – Eine besondere Freundschaft – und nach Einstellung des Reiseführers erschienene Literatur mit dem Reiseführer.

## Faksimile
- Victor Hugo Green: Travelers’ green book: international edition 1963–1964: for vacation without aggravation: Hotels, vacation resorts, restaurants, tourist homes, About Comics, Camarillo, California [2017] (Original: 1963), ISBN 978-1-936404-70-4.